# 福島 (徳島市)
福島（ふくしま）は、徳島県徳島市の町名。現行行政地名は福島一丁目及び福島二丁目。2025年1月現在の徳島市の調査による人口は1,952人、世帯数は1,042世帯。郵便番号は〒770-0868。

## 地理
徳島市中心街の東に位置し、渭東地区に属する。吉野川デルタ南部の一角をなし、南を新町川・西を福島川・北を住吉島川・東を沖洲川で囲まれた中州の北西部を占める。西半が一丁目・東半が二丁目である。
西は福島川（助任川下流）に面し、2本の橋で中心街のある内町地区と繋がる。北は住吉島川に面し、2つの橋で住吉と繋がる。南は福島新橋から伸びる市道で新南福島と接している。
渭東地区の中心地で、地区内では新南福島・大和町と並ぶ商工業地である。木工業の中心地として、かつて町屋だった福島川沿いに、阿波鏡台などの家具工場・木工所が集中する。
かつての武家町の本丁を徳島県道38号沖ノ洲徳島本町線が東西に貫き、道沿いには商業地が形成されている。

### 河川
- 福島川
- 住吉島川

## 歴史
江戸時代には、西縁の福島川沿いに幅1街区で南北に伸びる細長いエリアが、町屋の福島町だった。その東には東西に伸びる武家町が広がっていた。のちの町名では
- 北福島町 - 住吉島川沿い。古い名は桜馬場。
- 福島本町 - 江戸時代は本丁。現 福島橋、県道38号。
- 福島中町 - 福島橋と福島新橋の中間の福島小学校裏の通り。
- 福島新橋 - 福島中町の南。橋の名と同じ。
- 南福島町 - 江戸時代は築地。新町川沿い、のちの南福島町、現 新南福島南部。
- 福島町 - 福島川沿いに南北を走る商人街。

本丁（のちの福島本町）南にあった水軍の総帥森甚五兵衛をはじめとして、蜂須賀一学、長谷川頼母などの高禄藩士の屋敷が連なった。福島中町三丁目に中級藩士梯程吉屋敷跡では、1982年に住宅改築のため取り壊されるまで長屋門が保存活用されていた。
福島川には1636年までに福島橋が架かり、これは1930年に福島新橋が架かるまで福島（現 新南福島を含む）と徳島を結ぶ唯一の橋だった。住吉との間には住吉島橋がかかり、住吉から徳島へ行くには福島（または逆回りして常三島）を経由する必要があった。
北福島町には1857年に福島騎射馬場が開かれ、西洋式の軍事訓練がなされた。1870年までに練兵所に改名した。その後、徳島大空襲でも焼き残った市立救護所があったが、1972年、その跡地に市営高層団地が建設された。
1887年、蜂須賀次郎が福島本町（現 福島2丁目）に蜂須賀牧場を開いて乳牛を飼い、牛乳を販売した。1908年4月、皇太子嘉仁親王行啓の際に、御料牛肉を納入した。牧場はのちに人手に渡り、その後は森永乳業徳島営業所となり、2018年、株式会社あおの不動産となっている。
県初の孤児院阿波国慈恵院は、北条義雄（1855〜1939年）が有志とはかって創設した。最初は徳島町上田馬場で開院、のちに会所町に移り、1906年、福島本町（現 福島1丁目）に移転した。現在は社会福祉法人阿波国慈恵院で、阿波国慈恵院こども園を併設している。
福島川には河港の福島港があり、徳島の海の玄関口だった。中心街に近い中洲港が建設されると旅客航路はそちらに移ったが、その後も貨物港としてにぎわった。しかし1930年に福島新橋が架かると、跳ね橋だったものの港湾の利用には大きく制約がかかり、福島港は寂れた。
福島新橋が完成したころ以降は、福島町1～3丁目・北福島町1～3丁目・福島本町1～3丁目・福島中町1～3丁目・福島新橋1～3丁目の北半・安宅町1～6丁目の各一部だったが、1966年に現在の町名となった。

## 交通

### 道路
- 県道
  - 徳島県道38号沖ノ洲徳島本町線

### バス
- 徳島市営バス
  - 慈恵院前
  - 福島一丁目
  - 福島明神前

### 橋
住吉島川下流・上流・福島川上流・下流の順に反時計回り。
| 橋       | 川       | 丁目     | 対岸     | 道路                         |
| -------- | -------- | -------- | -------- | ---------------------------- |
| 福住橋   | 住吉島川 | 1・2丁目 | 住吉     |                              |
| 住吉島橋 | 住吉島川 | 1丁目    | 住吉     |                              |
| 福島橋   | 福島川   | 1丁目    | 徳島本町 | 徳島県道38号沖ノ洲徳島本町線 |
| 福島新橋 | 福島川   | 1丁目    | 新蔵町   |                              |

## 施設
教育・文化施設
- 阿波国慈恵院
- もとしろ認定こども園
- 徳島市立渭東保育所
- 徳島市立福島幼稚園
- 徳島市福島小学校
- 徳島市立木工会館
- 徳島市渭東コミュニティセンター
- 公文式渭東教室
- 斉藤学習塾
- アート工房 創
- 学習塾Qubena Room徳島・福島1丁目教室
- スクールエスティ城東教室
- 来夢塾

公園・スポーツ施設
- 福島住吉緑地 - 通称「たこちゅう公園」。
- テニスアリーナガーデン福島
- ピラティス&コンディショニング リライズ（Pilates＆Conditioning Relize）

市営住宅・分譲マンション
- 徳島市営福島高層団地（1972年竣工、2016年12月耐震補強）
- グリーンコープ福島（1984年3月竣工、26戸）
- サーパス福島（2010年4月竣工、71戸）
- サーパス福島一丁目（2020年2月竣工、48戸）
- ロイヤルガーデン福島（2025年6月竣工予定、78戸）

公共・金融機関
- 徳島中央警察署福島交番
- 徳島市消防団渭東分団
- 阿波銀行福島支店福島橋出張所
- 徳島大正銀行渭東支店
- 徳島信用金庫福島支店
- 徳島福島郵便局

医療施設
- 城東整形外科内科
- メイプルクリニック高橋産婦人科
- おかやま歯科
- 今山歯科
- 高橋歯科
- いわさ矯正歯科（2023年11月7日開院）
- 高岡消化器内科
- 井上内科胃腸科
- 木下クリニック
- 渭東眼科クリニック
- 吉崎医院

レストラン・カフェ施設・菓子
- ふらんせ蔵
- 蕎麦 堂真
- レストランシェリフ福島店（有名なハンバーグ店。住吉店から移転、2020年7月17日オープン）
- 保護猫カフェ KATBOS
- 味義
- ムーンサルト
- 我家
- ひなどーる
- 御菓子司たけもり - 「ぱいでしゅ〜」が有名

酒造

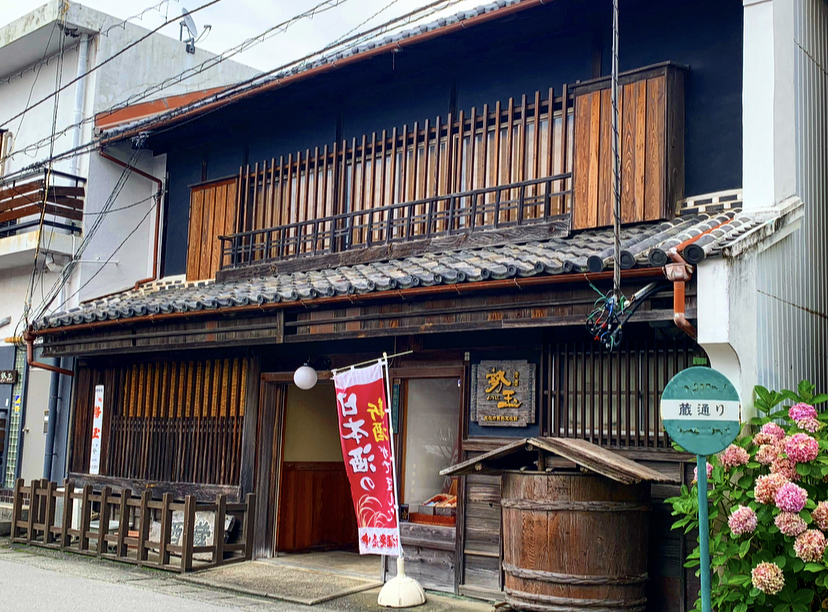
勢玉本社 - 酒蔵が国の登録有形文化財に登録されている。
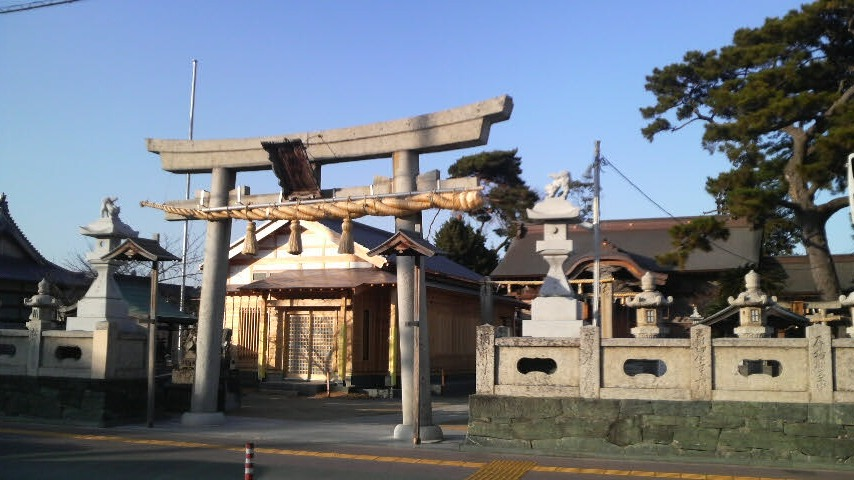
四所神社

神社仏閣
- 慈光寺 - 阿波秩父観音霊場25番札所。
- 東照寺 - 阿波秩父観音霊場28番札所。
- 本福寺 - 弘法大師空海の創建。
- 四所神社 - 市中五社の一つ。

- 勢玉酒蔵
- 四所神社

### 商業施設
- キョーエイ福島店
- ダイレックス福島店
- セブンイレブン徳島福島２丁目店
- サイクルメイト土橋
- マルエ化粧品

### 美容院
- ビューティック・ナカタ
- ヴァンカウンシル 徳島店
- ヘアーサロンセラ
- 美容室JUZU
- 美容室ひまわり
- サロン・ド・巴里

### 事務所
- 公認会計士長地孝夫事務所
- 久米川一朗税理士事務所
- 山本敏夫税理士事務所
- 阿部健土地家屋調査士事務所
- 株式会社宮建築設計
- 橘建築事務所
- 有限会社竹内建築構造事務所
- 有限会社アートプラン

### その他
- コインランドリー徳島Fukushima
- にしうち（衣装レンタル）
- 徳島新聞販売店福島専売所

### かつて存在した施設
- 徳島市立勤労青少年ホーム
- 小山助学館福島店（現在はダイレックス福島店）
- 全日食チェーン福島店